# Wojciech Tomaszewski (dyplomata)
Wojciech Józef Tomaszewski (ur. 19 listopada 1943 w Warszawie) – polski dyplomata, ambasador RP Meksyku (2004–2007) oraz ambasador i chargé d'affaires w Peru (1995–2002).

## Życiorys
Ukończył Wyższą Szkołę Ekonomiczną w Pradze i Akademię Dyplomatyczną w Moskwie. 
Wieloletni pracownik handlu zagranicznego. Pracę w Ministerstwie Spraw Zagranicznych rozpoczął w 1974. W latach 1977–1981 był w ambasadzie w Limie, a po powrocie w Departamencie Ameryki Północnej i Południowej MSZ. W 1984 został skierowany do pracy w ambasadzie w Buenos Aires na stanowisko radcy. Po powrocie ponownie pracował w Departamencie Ameryki Północnej i Południowej. W 1995 wyjechał do ambasady w Limie na stanowisku radcy, kierującego placówką jako chargé d'affaires a.i. W 1997 uzyskał rangę ambasadora, z dodatkową akredytacją w Ekwadorze i Boliwii. W grudniu 1996 był przez pięć dni zakładnikiem ugrupowania terrorystycznego Tupac Amaru w rezydencji ambasadora Japonii w Limie. Misję w Peru zakończył w 2002. Po powrocie został zastępcą dyrektora Departamentu Ameryki MSZ odpowiedzialnym za stosunki z państwami Ameryki Łacińskiej i Karaibów. Od 2004 do 2007 pełnił funkcję ambasadora RP w Meksyku, akredytowanym także w Saint Lucia oraz Haiti. Misję zakończył 30 września 2007. 
Jest autorem i współautorem publikacji poświęconych Ameryce Łacińskiej. 